# Denkmal für die fünf Sinne
Denkmal für die fünf Sinne ist eine Metallskulptur von Lubo Kristek aus dem Jahr 1991. Es befindet sich seit 1992 vor dem Neuen Stadtmuseum in Landsberg am Lech. Dieses Kunstwerk besteht aus gehämmerten Metallplatten und ist eine Hommage an die menschlichen Sinne.
Kristek interessierte sich in dieser Schaffensphase sowohl im Bildwerk als auch in seinen Happenings intensiv für intermodale Wahrnehmung. Die Skulptur, in der er alle Sinne visuell verband, schuf er in einer für ihn typischen Technik – aus gehämmerten und geschweißten Metallplatten.

„Kristek schweißt, schleift und meißelt in der Art und Weise eines mittelalterlichen Künstlers und Handwerkers persönlich die Plastiken. Seine freien Plastiken stellen in vielerlei Hinsicht eine surrealistische Parallele zu den Bildleinwänden des tschechischen Malers Mikuláš Medek (1926–1974), des deutschen Malers Max Ernst (1891–1976) und des spanischen Malers Salvador Dalí dar. Dies belegen namentlich Kristeks Metallplastiken Denkmal für die fünf Sinne (1991) oder Der Windharfenbaum (1992).“

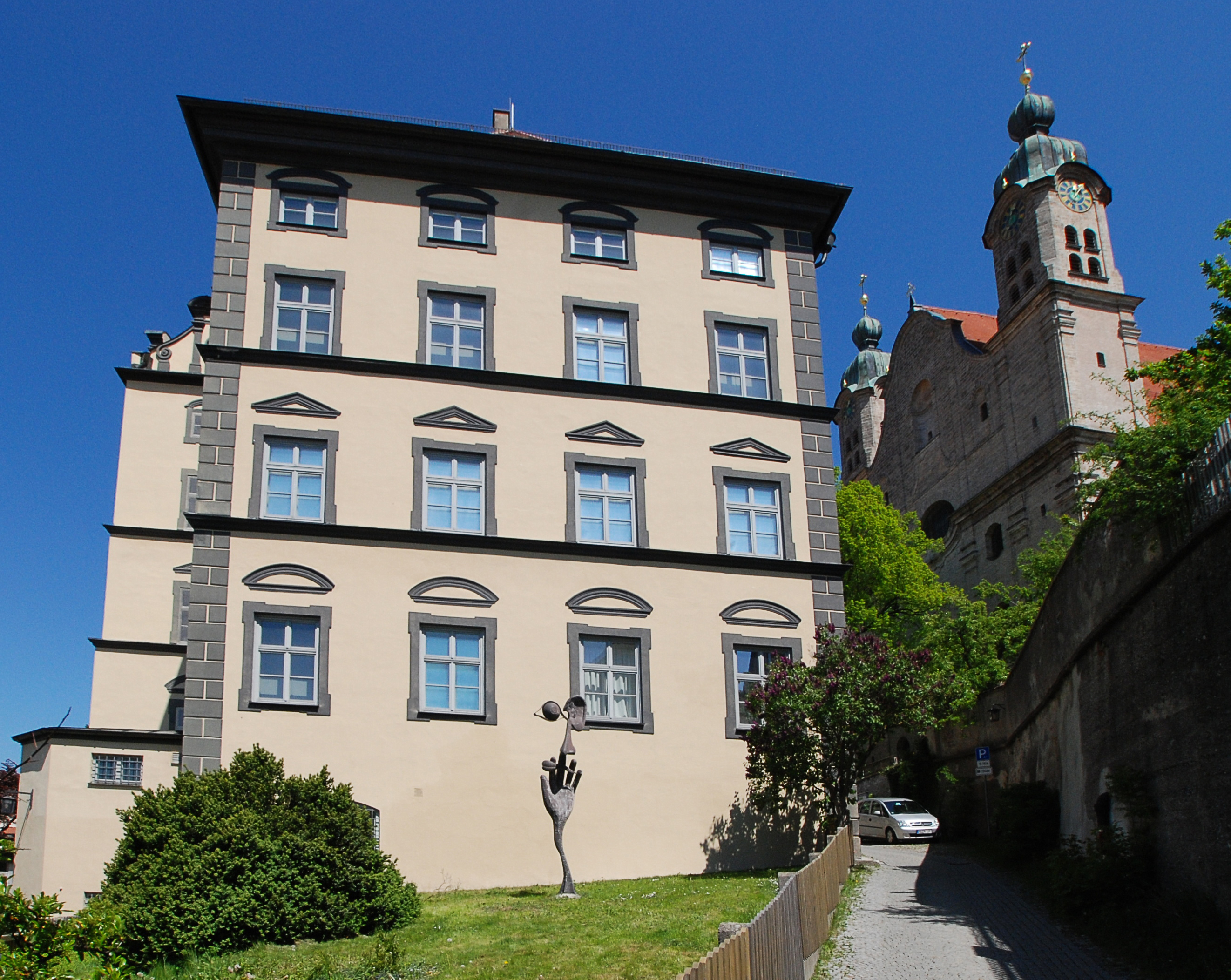
Neues Stadtmuseum mit Kristeks Denkmal für die fünf Sinne

Die verbundenen Sinne erinnern an ein menschliches Gesicht. Die Skulptur windet sich in Richtung nach oben, so dass das Werk gleichzeitig an eine Pflanze gemahnt. Die Hand ist offen. Experimente mit der Wahrnehmung durchziehen Kristeks gesamtes Schaffen. In einigen seiner Aktionen, zum Beispiel Spaziergang mit dem neurotischen Fuchs (1975), studierte er die Wahrnehmung und das Verhalten der Masse. Kristeks Erwägungen mündeten in die Theorie, dass im Geist des Zuschauers, der gleichzeitig Anreizen verschiedener Art ausgesetzt ist, ein holographisches Bild entsteht. Diese Art der Wahrnehmung bezeichnete er als holographische Wahrnehmung.
In Auftrag wurde dieses bildhauerische Werk von Beatrix und Erich Matthees gegeben, die es danach dem Neuen Stadtmuseum schenkten. Enthüllt wurde die Skulptur im November 1992 im Museumsgarten anlässlich von Kristeks retrospektiver Einzelausstellung im Neuen Stadtmuseum, die vom 12. Dezember 1992 bis zum 24. Januar 1993 (anlässlich von Kristeks fünfzigstem Geburtstag) stattfand.

„Denn damit erinnert uns der Künstler bei jedem Besuch des Museums daran, dass Kunst alle fünf Sinne anspricht und aus mit allen Sinnen wehrgenommen werden sollte.“

2015 wurde dieses Kunstwerk in die Auswahl der 40 Schätze des Neuen Stadtmuseums eingeschlossen, die in der Publikation Schätze aus den städtischen Sammlungen des Neuen Stadtmuseums Landsberg am Lech beschrieben sind.